# Sándor Rónai

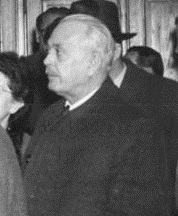
Sándor Rónai

Sándor Rónai (Miskolc, 6 oktober 1892 - Boedapest, 28 september 1965) was het tweede staatshoofd van de Hongaarse Volksrepubliek (1950-1952).
Sándor Rónai behoorde tot de linkervleugel van de Sociaaldemocratische Partij. Na de Tweede Wereldoorlog koos hij samen met de andere leden van de linkervleugel van zijn partij vóór nauwe samenwerking met de Hongaarse Communistische Partij van Mátyás Rákosi. Van januari tot december 1945 was hij minister van Algemeen Welzijn in de regering van generaal Béla Miklós von Dálnoki, daarna vervulde hij ministersposten in de daarop volgende, pro-communistische regeringen. Na de fusie van de Sociaaldemocratische Partij en de Hongaarse Communistische Partij (juni 1948) werd Rónai lid van het Politbureau van de nieuwe Hongaarse Werkerspartij.
Op 8 mei 1950 werd Rónai President van de Presidentiële Raad (= staatshoofd) van Hongarije. Hij volgde daarbij Árpád Szakasits op die zijn (gedwongen) ontslag had ingediend. Rónai bleef tot 14 augustus 1952 staatshoofd. Tijdens de Hongaarse Opstand (1956) steunde hij de tegenregering van de pro-Russische János Kádár. 